# براجنا

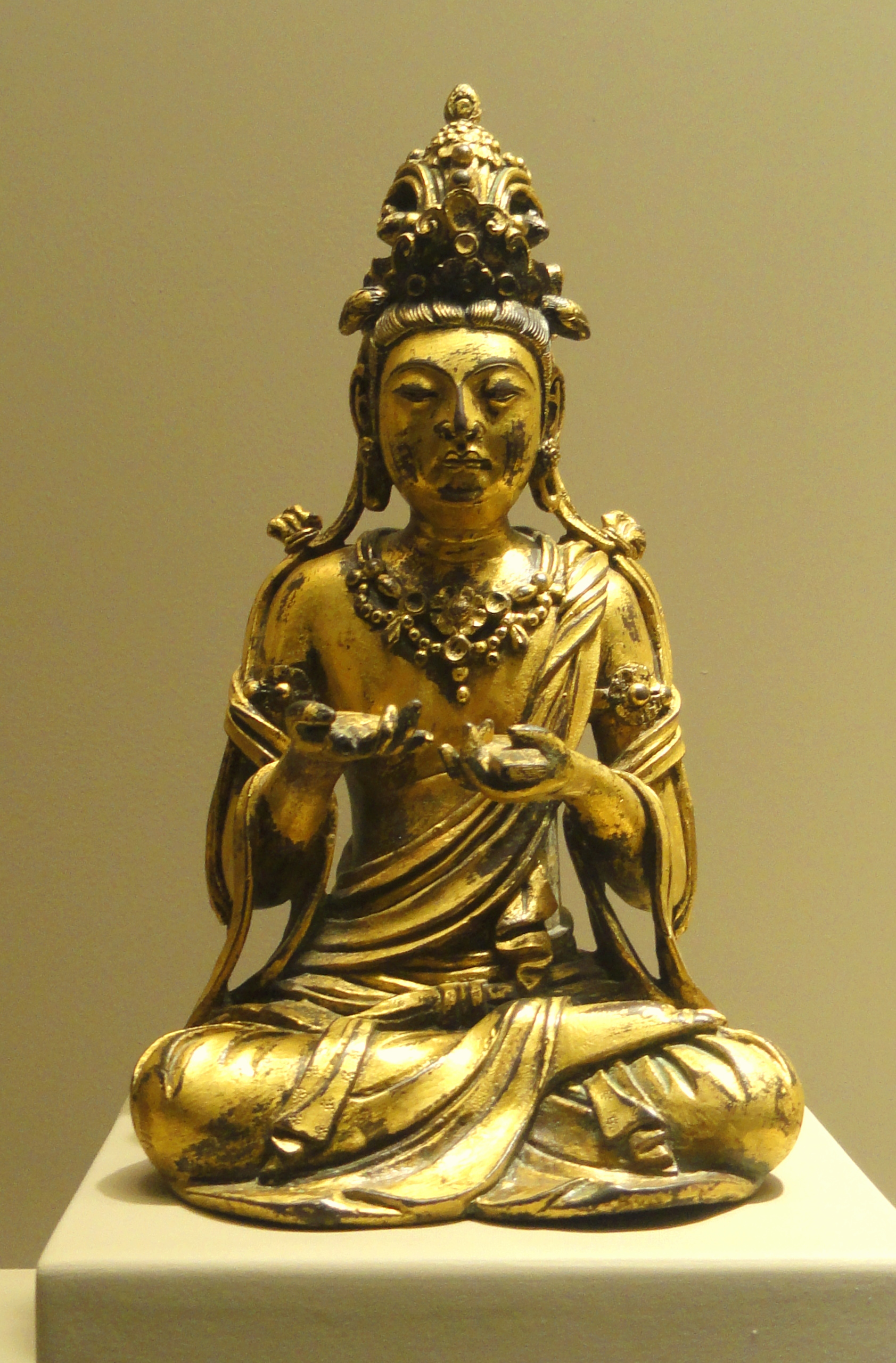
صورة لثمثال براجنا

في البوذية تشير براجنا وتعني الحكمة أو الدراية، إلى الحكمة التي تقوم على الإدراك المباشر للحقائق النبيلة الأربع، المؤقتية، النشأة المترابطة، اللاذاتية، الفراغ. براجنا هي الحكمة القادرة على إخماد الآلام والمساعدة على التنوير.